# Umbrtka
Umbrtka je česká metalová kapela z Plzně založená roku 1999. V její hudbě se snoubí prvky black metalu, doom metalu, undergroundu a industrialu.[zdroj⁠?!] Konkrétní tematikou je především prostředí plzeňské průmyslové periferie a svébytná mytologie okolo „boha“ Umbrtky.
Kapela téměř nekoncertuje, naproti tomu za 20 let existence vydala přes 20 alb, v některých letech i tři. Na albu KKW zhudebnila vedle vlastních textů i několik básní autorů jako Jiří Kolář, Josef Váchal, Tennessee Williams nebo Richard Weiner. Na několika albech Umbrtky hostoval František Štorm z kapely Master's Hammer.
Jednou z nejznámějších skladeb Umbrtky, kterou vešla ve známost i mimo metalovou komunitu, jsou Šedesátiny (album IVO, 2010), parodie na píseň Patnáctiny dívčího tria LuŠtěLa.

## Členové
- Morbivod (Ondřej Klášterka) – zpěv, kytara, baskytara, klávesy, programování bicích
- Strastinen (Lukáš Kudrna) – zpěv, kytara, baskytara, bicí
- Karl – zpěv, kytara
- Well – zpěv, baskytara, fortepiano

## Diskografie
- Zašpinit slunce (2000)
- Dělnický a bezdomovecký šedý metal (2001)
- Kladivo pracuje na 110 % (2001)
- Kovostroj plzeňských pánů práce (2001)
- Hymny šedé síly (2002)
- Ozvěny špíny (2002)
- Betonová opona (2002)
- Nad propastí dne (2003)
- Melša – Frank Zappa meets Darkthrone (2003)
- The Hand of Nothighness (2003)
- Paměti špinavé lávky (2004)
- Lití podzimního asfaltu (2005)
- Páně & Uhelná pánev (2008)
- Úplná demontáž lidstva (2009)
- Kovový háj (2010)
- IVO (2010)
- Jaro nevidět (singl) (2011)
- Spočinutí (2011)
- KKW (2012)
- Selement (2012)
- V dešti mech (2014)
- Hlavní stroj (2016)
- Komíny smrti (2019)
- Přesazování strejců (2022)